# 秋玲二
秋 玲二（あき れいじ、1910年（明治43年）11月1日 - 2006年（平成18年）2月24日）は、日本の漫画家、画家。佐賀県唐津市出身。本名古川 善男（ふるかわ よしお）。
生涯、数多くの学習漫画を手がけた。主な作品に『よっちゃんの勉強漫画』『クラブくんの冒険』など。日本漫画家協会名誉会員。また、石川滋彦の弟子として洋画家としても知られる。

## 主な経歴
1910年、佐賀県唐津市にて生誕。
1930年、東京市教員講習所養成科を卒業し、1946年まで東京の小学校の教員を務めていた。
1933年頃から漫画を描き始め、1939年4月から『東日小学生新聞』にて『よっちゃんの勉強漫画』の連載を開始し2000年に終了するまで60年以上連載されていた。
1962年、『サイエンス君の世界旅行』で第7回小学館漫画賞受賞。
1965年、『クラブくんの冒険』がピープロで実写特撮テレビ番組の企画になり、パイロットフィルムが制作されている。
1981年、学習漫画家の研究団体「LACの会」を結成し会長を務めた。
1984年、『日本のんびり旅行』で第13回日本漫画家協会賞選考委員特別賞受賞。
2006年、（平成18年）2月24日、腎不全により死去。享年95。
2010年8月、出身地である佐賀県唐津市の唐津市近代図書館にて、生誕100周年を記念した「生誕100年記念 秋玲二の世界展」が開催された。

## 作品リスト

### 漫画
- アカシヤ社のまんがブック コロンブスの冒険 マンガブック第1輯 (1946年9月25日 - アカシヤ社)
- 絵本ノリモノ 絵本ドウブツ (1947年3月5日 - チェリー社)
- フシギナ帽子 (1947年4月5日 - チェリー社)
- サクラエホン ふしぎな笛 (1947年4月30日 - 東山書房)
- 勉強マンガ ヨッチャンノ体内旅行 消化器の巻 (1947年5月15日 - 医学出版部)
- サクラエホン オモシロハイキング (1947年10月1日 - 東山書房)
- おどるドラム サーカスの冒険 (1948年2月25日 - 徳和書房)
- ヨッチャンと実物幻燈機 (1948年5月10日 - 沃土社)
- なっちゃん豆手帖 (1949年6月1日 - 東京漫画出版社)
- サクラエホン ブレーメンのおんがくし グリム童話より (1949年8月15日 - 東山書房)
- よっちゃんの勉強漫画 (1950年 - 1951年 毎日新聞社)[4]
- 講談社の一年生文庫50 にこにこちゃん (1953年 - 講談社)
- 講談社の漫画絵本22 おとぎのしま (1955年 - 講談社)[5]
- 講談社の漫画絵本44 ステッキてっちゃん (1956年 - 講談社)[6]
- 日本なかよし旅行 (1巻:関東・中部地方、2巻:中部・近畿地方、3巻:四国・中国・九州地方、4巻:北海道・東北地方) (1956年 - さ・え・ら書房)
- クラブ君南極へ行く (1957年 - 毎日新聞社)[7]
- 新勉強漫画 (上・中) (1957年 - 毎日新聞社)
- 想像海底旅行 (1958年 - 毎日新聞社)
- サイエンス君の世界旅行 (1巻:アジア編、2巻:アフリカ・南ヨーロッパ編、3巻:ヨーロッパ編(付シベリア)、4巻:南北アメリカ・オセアニア編) (1961年 - 1963年 - さ・え・ら書房)
- なぜなぜ理科学習絵文庫10 光・音・熱の魔術師 (1964年 - 集英社)
- (1巻:ジャングル国、2巻:原子バチ、3巻:海底王国、4巻:雪男、5巻:宇宙探険) (1964年 - 1965年 - さ・え・ら書房)[8][9][10][11][12]
- 小学館の学習コミックス 科学シリーズ4 からだ大探検 - からだのふしぎ (1975年 - 小学館)
- 台風ぼうや 科学のアルバム. 別巻 四季のお天気かんさつ（1976年 - あかね書房[13]）
- 社会科まんが 日本のんびり旅行 (1巻:北海道・東北地方、2巻:関東地方、3巻:中部・北陸地方、4巻:近畿地方、5巻:中国・四国地方、6巻:九州・沖縄地方) (1983年 - 1984年 - さ・え・ら書房)
- よっちゃん・あつ子ちゃんの勉強まんが 1 - 3巻 (1998年 - 1999年 - あゆみ出版)

### 挿絵
- 漫画の理科 事実滑稽 (柚木卯馬 著 - 1933年 - 三笠書房)[14]
- 新しい日本のお話 第1輯 茂ちゃんえらいぞ (孝学武彦 著 - 1946年6月15日 - 統正社)
- 講談社の英才教育シリーズ 食物のふしぎなぜなぜ絵本 (稲垣長典 指導、佐伯誠一 出題 - 1970年 - 講談社)
- お父さんが子供で戦争のころ・学童疎開日記 (明村宏 著 - 1972年 - 毎日新聞社)
- さんすう文庫 1 - 12巻 (藤沢市算数教育研究会 著 - 1986年-1987年 - 太平出版社)
- 水と緑と街 旅の絵・短歌・エッセイ - 短歌画集 (古川あつ子 著 - 1998年 - 雁書館)[15]